# 张先畴
张先畴（1917年—），别名罗高、陈游等，男，安徽当涂人，中国新闻学家、政治经济学家，曾任中国政治学会顾问。